# 兴兴 (1971年)
兴兴（1971年8月—1999年11月28日）是一只雄性大熊猫，1972年在四川宝兴县野外被发现。同年美国总统尼克松访华期间，兴兴与另一只雌性大熊猫玲玲一同被赠送给美国。4月16日它们抵达美国华盛顿史密森国家动物园，第一夫人帕特·尼克松出席了熊猫馆揭幕式。
此后兴兴与玲玲曾交配成功并育有五只幼崽，但均未能成活。1999年，兴兴因肾衰竭而导致身体状况急转直下。同年11月28日，动物园方面决定对兴兴施行安乐死。死后它的遗体被移交给美国国家自然历史博物馆保存。